# Arnold Hauser
Arnold Hauser, född 8 maj 1892 i Timişoara, död 28 januari 1978 i Budapest, var en ungersk-brittisk konstvetare och sociolog. 

## Biografi
Hauser föddes i en judisk familj, och studerade konst- och litteraturhistoria vid universiteten i Budapest, Wien, Berlin och Paris, där han undervisades av Henri Bergson. Efter att ha återvänt till Budapest umgicks han i en livlig intellektuell miljö tillsammans med bland andra Georg Lukács, Karl Mannheim, Béla Balázs, Béla Bartók och Zoltán Kodály. År 1919 var Hauser delaktig i utformandet av den Ungerska rådsrepublikens kulturpolitik; efter rådsrepublikens fall samma år kom han att leva i exil i Italien, Tyskland och Österrike och fortsatte då sina studier i bland annat sociologi och ekonomi. 
Efter Anschluss 1938 slog sig Hauser ner i Storbritannien. Han föreläste i konsthistoria vid University of Leeds 1951–1957 och vid Hornsey College of Art i London 1959–1962. Han var även gästprofessor vid Brandeis University i Massachusetts 1957–1959 samt vid Ohio State University 1963–1965. Hauser kom att bo i Storbritannien fram till 1977, året före sin död, då han återvände till Budapest och blev invald som hedersledamot av Ungerska vetenskapsakademin.

## Teorier
Hauser skrev flera marxistiskt influerade konsthistoriska och -sociologiska verk. Hans kanske mest betydande verk är Sozialgeschichte der Kunst und Literatur från 1951 (svensk översättning Konstarternas sociala historia, 1972), en genomgående och omfattande analys av konsthistorien från förhistoriens grottmålningar till filmens genombrott under 1900-talet. Hauser gör här en historiematerialistisk tolkning av konst- och kulturproduktionen, och argumenterar för att den vilar på samhällets materiella bas. Enligt Hauser har dock konsten och kulturen en egen dynamik och relativ frihet i samhället, varför de inte mekaniskt kan tolkas och förklaras utifrån de rådande produktionsförhållandena vid deras tillkomst. Verket var ett av de första som satte konstens historia i ett ideologiskt och estetiskt samt politiskt och ekonomiskt sammanhang, och har sedan det publicerades varit både inflytelserikt och omstritt.